# Joan Chelimo Melly
Joan Chelimo Melly   (Uasin Gishu County, 10 de novembre de 1990) és una corredora de fons kenyana, naturalitzada romanesa, que competeix en curses urbanes. És la campiona de la Mitja Marató de Praga 2018 i ha guanyat altres prestigioses curses de carretera com la Mitja Marató de Berlín, la Mitja Marató de Boston 10K i la Mitja Marató de Boston.

## Biografia

### Carrera
Mentre estudiava, va competir en els 1.500 metres i va participar en el campionat nacional kenyà. El 2011 va començar a competir en petites curses de carretera, principalment a Espanya i al Marroc durant els tres anys següents. Durant aquest període, va guanyar diverses curses, incloent la de València de 10 quilòmetres, assolint un rècord de recorregut de 32:17. També va competir en altres curses d’aquesta distància com l'OCP Int'l de Khouribga, on va establir una marca personal de 31:41.
Va acabar la temporada 2014 amb tres victòries consecutives, guanyant la Mitja Marató de Wachau en 1:11:52, la cursa de Swansea de 10 quilòmetres i la Mitja Marató de Cardiff.
La maternitat la va obligar a fer un parèntesi d'una temporada, la del 2015, i el setembre de 2016 va tornar a la competició acabant en sisena posició a la cursa de 10 quilòmetres de Kericho.
L'any següent Chelimo va guanyar la Mitja Marató de Berlín en 1:08:45 i, al maig, va acabar segona a la cursa de 15 quilòmetres de Lo Puèin de Velay, abans de guanyar la de Boston de 10 quilòmetres, assolint un temps de 31:24. Al setembre, va acabar segona a la Mitja Marató de Copenhaguen després de liderar la major part de la cursa, marcant un nou millor record personal de 1:06:25, el setè temps més ràpid de l'any. Va tornar a Boston a l'octubre i va guanyar la seva segona competició de l'any de l'Associació Atlètica de Boston amb una victòria important a la Mitja Marató de Boston en 1:10:31.
El 2018, Chelimo va guanyar el campionat de camp a través del comtat d'Elgeyo-Marakwet. Tres setmanes més tard, es va convertir en la novena dona a córrer una mitja marató en menys de seixanta-sis minuts, acabant quarta a la Mitja Marató de Ras Al Khaimah, amb una nova marca personal d'1:05:37 en una cursa que es va considerar com la millor mitja marató femenina dels temps. Després de les seves excel·lents actuacions, i després de sortir amb un ritme de rècord mundial durant uns disset quilòmetres, Chelimo va guanyar la Mitja Marató de Praga 2018 en 1:05:04, convertint-se en la quarta dona més ràpida de tots els temps en la distància. Al setembre, va acabar tercera a la Mitja Marató de Copenhaguen després de superar la carrera a un ritme de rècord mundial durant quinze quilòmetres, abans de ser superada per l'atleta holandesa Sifan Hassan en els dos últims quilòmetres de la cursa. Després va guanyar la Mitja Marató de Boston 2018, defensant el seu títol i guanyant la cursa per segona vegada consecutiva en 1:09:34. Va guanyar la seva última cursa de la temporada amb facilitat a la Montferland Run.
Va guanyar la Mitja Marató de París el 3 de març de 2024. En la seva primera cita olímpica, la marató femenina de París 2024, no va poder completar la cursa.

## Vida personal
Nascuda a Kenya, va arribar a Romania el 2018, i es va incorporar a la secció d'atletisme de l'Steaua de Bucarest. El maig de 2021 va aconseguir la ciutadania romanesa, mitjançant un decret governamental.

### Activismes
Chelimo ha patit violència masclista i n'ha sobreviscut. Per tal de conscienciar sobre les amenaces a les quals sovint s'enfronten les esportistes, l'any 2021 va cofundar Tirop's Angels, un sindicat d'esportistes kenyanes que fa campanyes contra la violència masclista al país i a l'estranger. L'organització rep el nom d'una companya corredora, la rècord mundial Agnes Jebet Tirop, apunyalada l'octubre de 2021 a la seva casa d'Iten, suposadament pel seu marit. El maig de 2024 l'organització va obrir un centre a Iten que servirà d'acollida per a víctimes de violència i abusos.

### Reconeixements
Per la seva tasca a favor dels drets humans, el 2024 l'atleta va ser inclosa a la llista de les 100 dones de la BBC, que reconeix les dones referents i influents de l'any a tot el món.

## Palmarès
| Any  | Competició                     | Lloc                         | Posició | Cursa        | Temps    |
| ---- | ------------------------------ | ---------------------------- | ------- | ------------ | -------- |
| 2011 | Mitja Marató d'Alacant         | Alacant                      |         | Mitja marató | 1:17:50  |
| 2011 | 15 km de Bilbao                | Bilbao                       |         | 15 km        | 53:43    |
| 2011 | 10 km de Crevillent            | Crevillent                   | 1st     | 10 km        | 33:56    |
| 2011 | Mitja Marató de Torrevella     | Torrevella                   | 1st     | Mitja marató | 1:18:16  |
| 2012 | 10 km de València              | València                     |         | 10 km        | 32:17 CR |
| 2012 | 10 km de Khouribga             | Khouribga                    | 1st     | 10 km        | 31:41 CR |
| 2012 | 15 km de Bilbao                | Bilbao                       | 1st     | 15 km        | 53:52    |
| 2014 | Mitja Marató de Cardiff        | Cardiff                      |         | Mitja marató | 1:12:26  |
| 2014 | Mitja Marató de Wachau         | Krems an der Donau           | 1st     | Mitja marató | 1:11:52  |
| 2014 | 10 km de Mohammédia            | Mohammedia                   | 1st     | 10 km        | 31:58    |
| 2014 | 10 km de Swansea               | Swansea                      | 1st     | 10 km        | 33:04    |
| 2017 | Mitja Marató de Berlin         | Berlín                       |         | Mitja marató | 1:08:45  |
| 2017 | 10 km de Boston                | Boston                       | 1st     | 10 km        | 31:24    |
| 2017 | Mitja Marató de Boston         | Boston                       | 1st     | Mitja marató | 1:10:31  |
| 2018 | Cursa de Montferland           | 's-Heerenberg, Països Baixos | primera | 15 km        | 48:44    |
| 2018 | Mitja Marató de Boston         | Boston                       | 1st     | Mitja marató | 1:09:34  |
| 2018 | Mitja Marató de Kisii          | Kisii                        | 1st     | Mitja marató | 1:10:25  |
| 2018 | Mitja Marato de Praga          | Praga                        |         | Mitja marató | 1:05:04  |
| 2024 | Mitja Marató de París          | París                        | 1st     | Mitja marató | 1:06:58  |
|      | Campionat d'Europa d'atletisme | Roma                         | 2nd     | Mitja marató | 1:08:55  |

## Marques personals
- 1500 m – 4:21.2 (2013)[23]
- 5 km – 14:51 (2018)
- 10 km pista – 30:14 (2018)
- 10 km urbana – 30:52 (2024)[23]
- 15 quilòmetres – 45:54 (2018)
- Mitja marató – 1:05:04 (2018)[23]
- Marató  – 2:18:04 (2022)[23]